# Закон за всеобщото привличане
Законът на Нютон за всеобщото привличане описва гравитационното взаимодействие между две масивни тела. Той е част от класическа механика и е формулиран за пръв път във фундаменталния труд на Нютон Математически начала на натурофилософията, публикуван за пръв път на 5 юли 1687 г. В съвременната си формулировка законът гласи следното:

Всяка материална точка привлича всяка друга материална точка със сила, насочена по правата, пресичаща двете точки. Тази сила е пропорционална на произведението от двете маси и обратно пропорционално на квадрата на разстоянието между материалните точки, или казано по друг начин: „Всички тела във Вселената се привличат със сила F, която е правопропорционална на произведението от масите на телата (m1 и m2), и обратнопропорционална на квадрата от разстоянието (r) между тях“:
{\displaystyle F=G{\frac {m_{1}m_{2}}{r^{2}}},}
където:
- F е величината на силата на привличане между двете материални точки,
- G е гравитационната константа,
- m1 е масата на първата материална точка,
- m2 е масата на втората материална точка,
- r е разстоянието между двете материални точки.

В системата SI F се измерва в нютони (N), m1 и m2 – в килограми (kg), r – в метри (m), а константата G е приблизително равна на 6,67.10−11 N m2 kg-2.